# بحيرة برينز

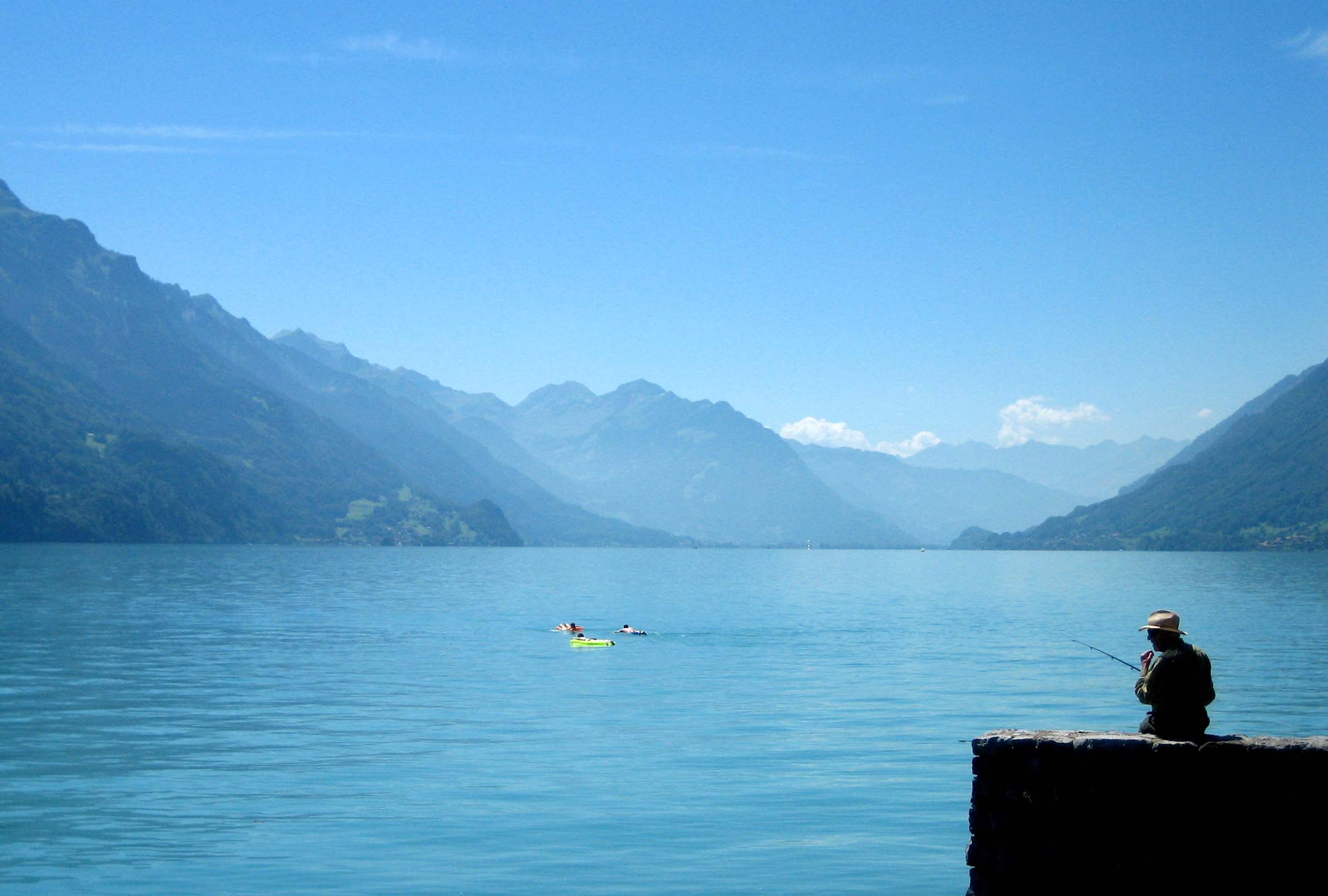
بحيرة برينز

بحيرة برينز (بالألمانية: Brienzersee) بحيرة شمال جبال الألب، في كانتون برن في سويسرا. البحيرة اتخذت اسمها من قرية برينز [الإنجليزية] الواقعة على الشاطئ الشمالي للبحيرة. وتقع قرى إنترلاكن و ماتن [الإنجليزية] و أونتيرسين [الإنجليزية] على الجزء الجنوب الغربي للبحيرة. شواطئ البحيرة عميقة وبالتالي البحيرة كاملة كذلك.
تعد بحيرة برينز البحيرة الأولى الذي يتوسع فيه نهر الآر ,عندها يغادر بحيرة برينز مجتمعا ببحيرة ثون التي كان برينز جزء منها في العصر الجليدي حيث كانت البحيرتان كتلة واحدة سابقا.
تمدت بحيرة برينز من قرية برينز [الإنجليزية] شرقا إلى قرية بونيجين [الإنجليزية] القريبة من إنترلاكن غربا. طول البحيرة حوالي 14 كم وعرضها 2.8 كم وأقصى عمق لها 260 م، في حين أن مساحتها تبلغ 29,8 كم2، وسطح البحيرة يرتفع 564 مترا (1850 قدم) فوق مستوى سطح البحر. , وعلى الشاطئ الجنوبي توجد شلالات جيسباتش [الألمانية] وقرية ((إيسيلتفالد)) [الإنجليزية]. وعلى الشاطئ الشمالي يحدها عدد قليل من القرى الصغيرة.
يصب نهر اللوتشيني [الإنجليزية] في بحيرة برينز مما يجعلها مختلفة بطبيعتها عن جارتها بحيرة ثون وذلك لنقاء وبياض النهر وتعتبر بحيرة برينز واحدة من أنظف البحيرات في سويسرا. تفتقر البحيرة إلى الحياة السمكية بشكل عام ولذلك يقل فيها صيد الأسماك. ومع ذلك تم صيد 10,000 كجم من الأسماك في عام 2001.
وكما هو الحال في غيرها من البحيرات السويسرية، أغرقت عدة مئات من الأطنان من الذخائر للتخلص منها في بحيرة برينز وذلك في القرن الحادي والعشرين.
ومنذ العام 1839 وهناك سفن للركاب على البحيرة، وتتولى هذه السفن شركة السكك الحديدية المحلية BLS Lötschbergbahn [الإنجليزية] وحاليا هناك خمس سفن للركاب على البحيرة.

## معرض صور

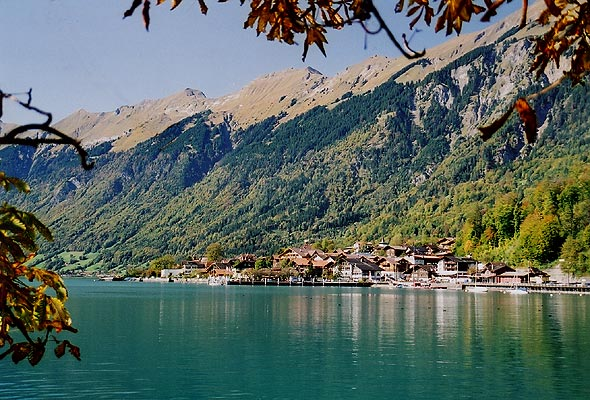
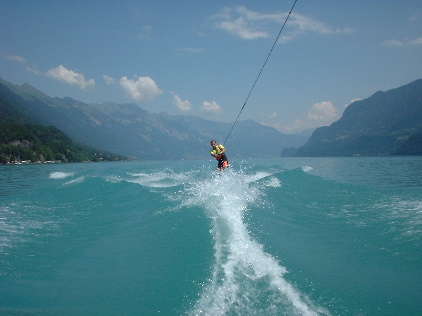
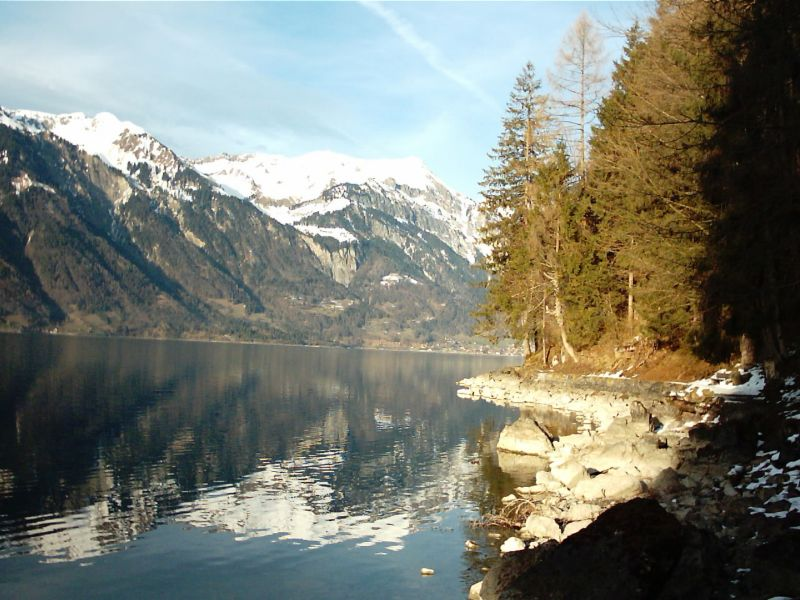
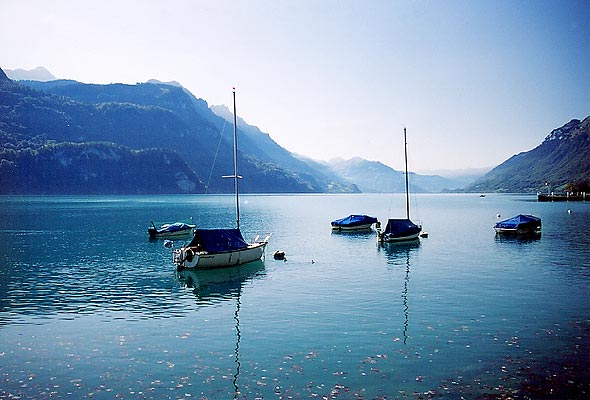
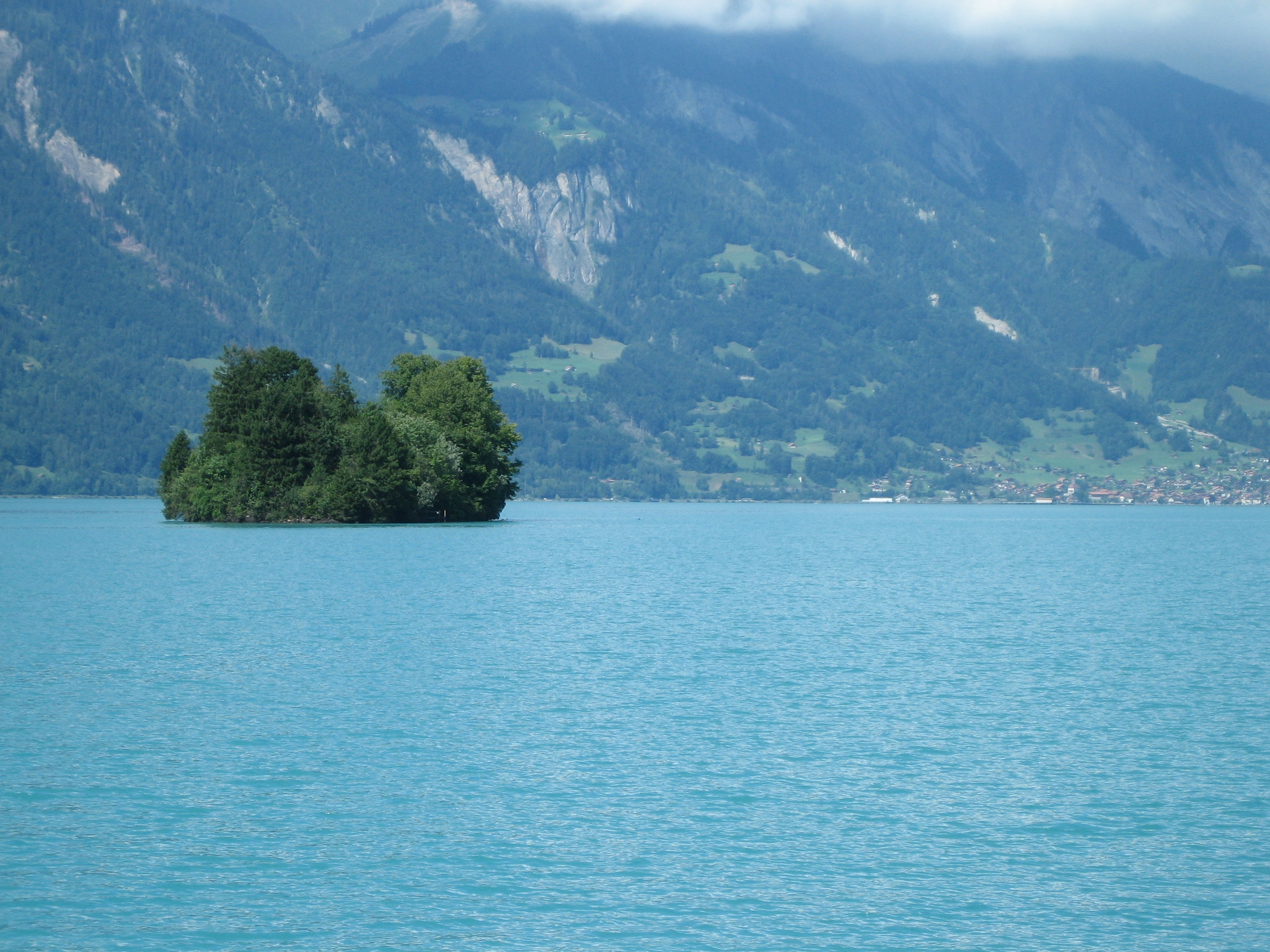

## وصلات خارجية
موقع بوابة السياحة لبحيرة برينز